# Ньюарк (Огайо)
Ньюарк (англ. Newark) — місто (англ. city) в США, в округах Лікінґ і Лікінґ штату Огайо. Населення — 49 934 особи (2020).

## Географія
Ньюарк розташований за координатами 40°4′11″ пн. ш. 82°25′30″ зх. д. / 40.06972° пн. ш. 82.42500° зх. д. (40.069732, -82.424925).  За даними Бюро перепису населення США в 2010 році місто мало площу 55,35 км², з яких 54,09 км² — суходіл та 1,26 км² — водойми.

### Клімат
| Клімат : Ньюарк         | Клімат : Ньюарк | Клімат : Ньюарк | Клімат : Ньюарк | Клімат : Ньюарк | Клімат : Ньюарк | Клімат : Ньюарк | Клімат : Ньюарк | Клімат : Ньюарк | Клімат : Ньюарк | Клімат : Ньюарк | Клімат : Ньюарк | Клімат : Ньюарк | Клімат : Ньюарк |
| Показник                | Січ.            | Лют.            | Бер.            | Квіт.           | Трав.           | Черв.           | Лип.            | Серп.           | Вер.            | Жовт.           | Лист.           | Груд.           | Рік             |
| Абсолютний максимум, °C | 24,4            | 23,9            | 29,4            | 32,2            | 35,0            | 38,3            | 41,1            | 38,3            | 39,4            | 32,2            | 27,2            | 24,4            | 41,1            |
| Середній максимум, °C   | 2,2             | 4,4             | 10,6            | 17,2            | 22,8            | 27,8            | 29,4            | 28,9            | 25,0            | 18,9            | 11,1            | 4,4             | 17,0            |
| Середній мінімум, °C    | −6,7            | −6,1            | −1,7            | 3,9             | 8,9             | 13,9            | 16,1            | 15,6            | 11,1            | 5,0             | 0,0             | −5              | 4,6             |
| Абсолютний мінімум, °C  | −31,1           | −32,2           | −21,7           | −11,1           | −5              | 0,0             | 5,0             | 3,3             | −3,9            | −10             | −20             | −29,4           | −32,2           |
| Норма опадів, мм        | 79              | 64              | 89              | 97              | 107             | 114             | 109             | 91              | 74              | 66              | 76              | 74              | 1039            |
| ----------------------- | --------------- | --------------- | --------------- | --------------- | --------------- | --------------- | --------------- | --------------- | --------------- | --------------- | --------------- | --------------- | --------------- |
| Джерело: Weatherbase    |                 |                 |                 |                 |                 |                 |                 |                 |                 |                 |                 |                 |                 |

## Демографія

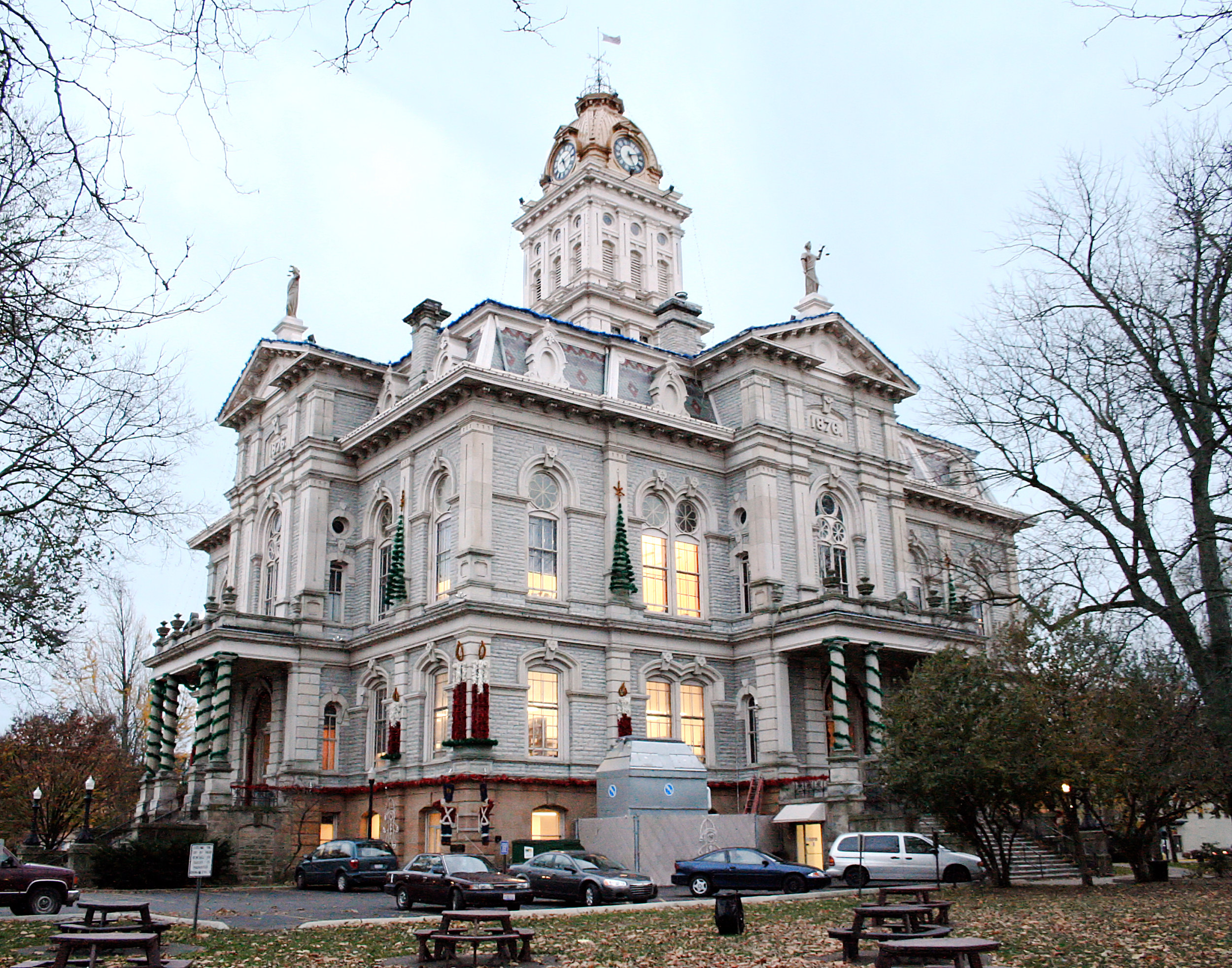
Будівля суду

Згідно з переписом 2010 року, у місті мешкали 47 573 особи в 19 840 домогосподарствах у складі 12 057 родин. Густота населення становила 860 осіб/км².  Було 21976 помешкань (397/км²).
Расовий склад населення:
| - 92,8 % — білих - 3,3 % — чорних або афроамериканців - 0,6 % — азіатів - 0,3 % — корінних американців |

До двох чи більше рас належало 2,6 %. Частка іспаномовних становила 1,2 % від усіх жителів.
За віковим діапазоном населення розподілялося таким чином: 24,0 % — особи молодші 18 років, 61,5 % — особи у віці 18—64 років, 14,5 % — особи у віці 65 років та старші. Медіана віку мешканця становила 37,3 року. На 100 осіб жіночої статі у місті припадало 91,5 чоловіків;  на 100 жінок у віці від 18 років та старших — 87,7 чоловіків також старших 18 років.
Середній дохід на одне домашнє господарство  становив 51 596 доларів США (медіана — 37 025), а середній дохід на одну сім'ю — 62 438 доларів (медіана — 50 515). Медіана доходів становила 42 799 доларів для чоловіків та 30 004 долари для жінок. За межею бідності перебувало 23,2 % осіб, у тому числі 36,2 % дітей у віці до 18 років та 7,4 % осіб у віці 65 років та старших.
Цивільне працевлаштоване населення становило 21 419 осіб. Основні галузі зайнятості: освіта, охорона здоров'я та соціальна допомога — 23,2 %, роздрібна торгівля — 15,0 %, виробництво — 12,3 %, мистецтво, розваги та відпочинок — 10,9 %.